# Аллеройське сільське поселення (Курчалоївський район)
Аллеройське сільське поселення (рос. Аллеройское сельское поселение) — сільське поселення у складі Курчалоївського району Чечні Російської Федерації з адміністративним центром в селі Аллерой. Кількість населення становить 13 884 особи (2022).

## Населення
Кількість населення становила (станом на 1 січня): 2012 року — 11 374, 2013 року — 11 568, 2014 року — 11 812, 2015 року — 12 080, 2016 року — 12 332, 2017 року — 12 589, 2018 року — 12 893, 2019 року — 13 151, 2020 року — 13 405, 2021 року — 13 658, 2022 року — 13 884 особи.

## Історія
Утворене 20 лютого 2009 року, відповідно до закону Чеченської Республіки № 13-Р3 «Про утворення муніципального утворення Курчалоївський район та муніципальних утворень, що входять до його складу, встановлення їх кордонів і наділення їх відповідним статусом муніципального району, міського та сільського поселення».